# Annapurna Devi
Annapurna Devi, född 23 april 1927 i Maihar, Brittiska Indien, död 13 oktober 2018 i Bombay, Indien, var en musiker och pedagog inom den nordindiska klassiska musiktraditionen. Hon spelade surbahar (bas-sitar).
Hon var dotter till Allauddin Khan. Hon lärde sig spela tanpura av sin far och systrar och undervisade själv sin bror Ali Akbar Khan.
Annapurna blev en mycket duktig surbaharspelare i Maihartraditionen, och gifte sig med faderns sitarelev, Ravi Shankar; hon var 14, han 21. Äktenskapet höll i ett tjugotal år, och resulterade i en son, Shubhendra Shankar (1942–1992). I början gav paret duettkonserter, men Annapurnas karriär tog snart slut. 
Efter skilsmässa bodde Annapurna i ett överklassområde i Bombay fram till sin död, och hon lämnade sällan lägenheten över huvud taget. Här lärde hon upp ett utvalt fåtal studenter – nattetid – somliga berömda, andra inte: Hariprasad Chaurasia, Pradeep Kumar, Basant Kabra, och hennes yngre gurubhai Nikhil Banerjee. I början av 1970-talet gav hon lektioner åt sarod-spelaren Vasant Rais fru Kokila. Hon gifte om sig med sin elev Rooshikumar Pandya. Även om få hörde hennes musik, sågs hon som en klassisk instrumentalist av allra högsta klass.